# Sexto Pompeyo (cónsul 35 a. C.)
Sexto Pompeyo (en latín, Sextus Pompeius o Pompaeus Sex. F. Sex. N.) fue un magistrado romano, hijo de Sexto Pompeyo y nieto del Sexto Pompeyo que Cicerón elogia por sus conocimientos de jurisprudencia, geometría y filosofía estoica, calificando de vir doctus. Seguramente ejerció varias magistraturas, pero no se tienen detalles excepto de que fue cónsul el 35 a. C., junto con Lucio Cornificio, justo el mismo año que Sexto Pompeyo Magno Pío, cónsul designado para el año 34 a. C. fue muerto en Asia.
Su designación como cónsul se presume que podría ser para cumplir el compromiso de los triunviros de nombrar a Sexto Pompeyo en esta magistratura.